# Kamienica przy Rynku 5 we Wrocławiu
Kamienica Rynek 5 – kamienica na wrocławskim rynku w stylu gotycko-renesansowym z elementami późnobarokowymi, znana jako kamienica "Dwór Polski" od mieszczącej się w niej restauracji.

## Historia kamienicy

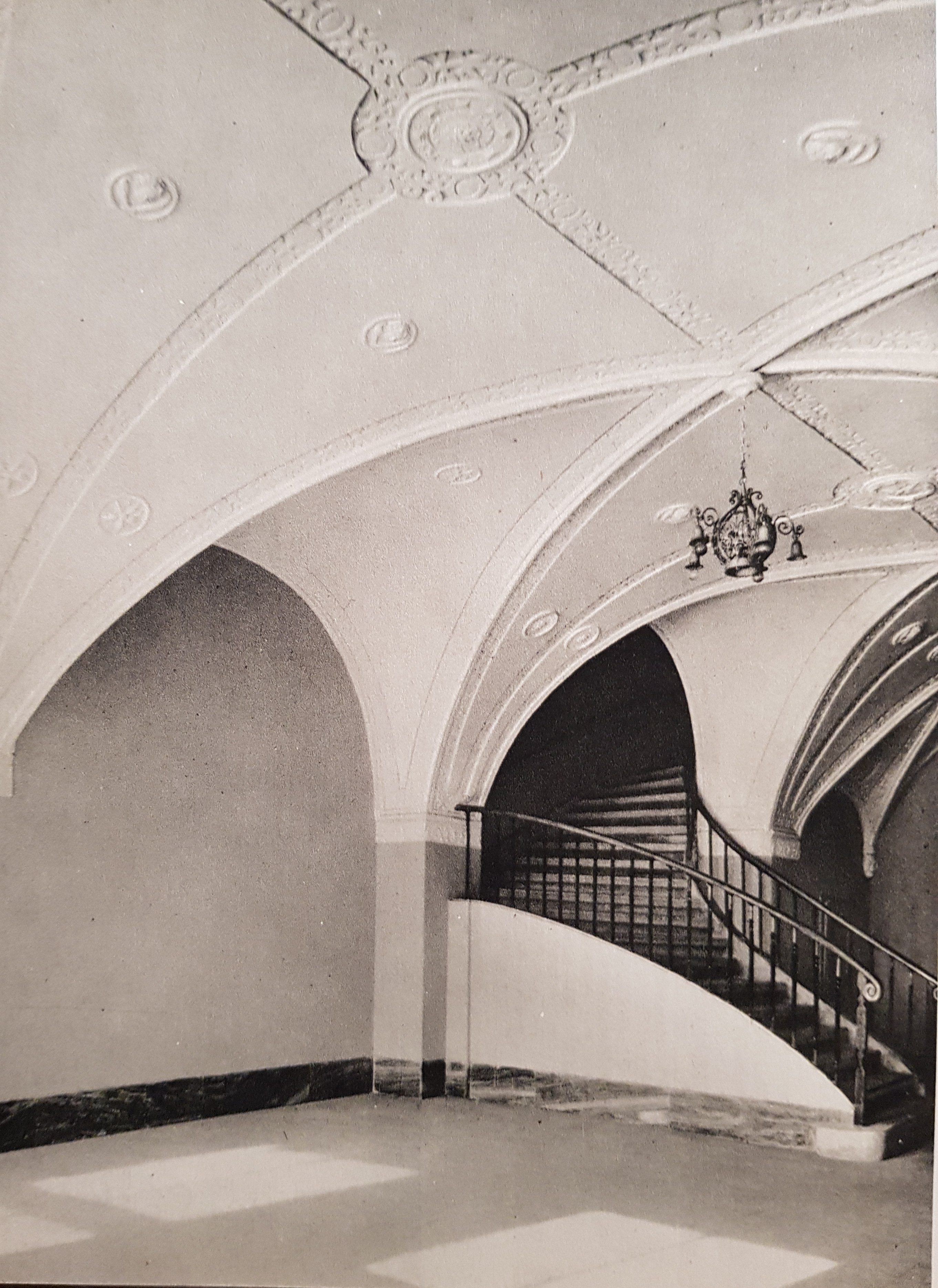
Sklepienie sieni

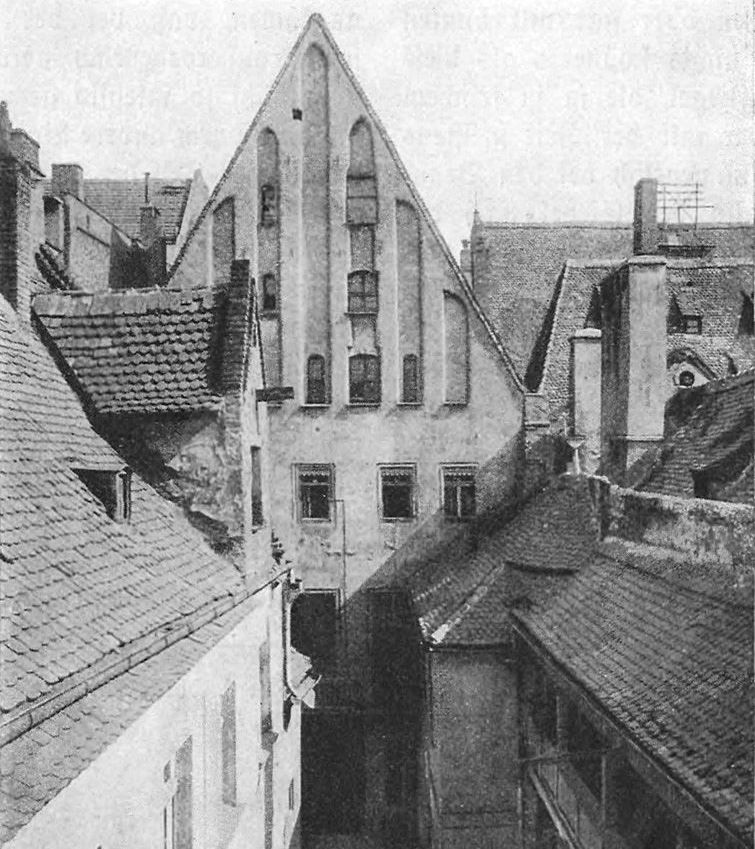
Widok od podwórza na szczyt kamienicy zwieńczony siedmioma blendami

Pierwsza budowla znajdująca się na parceli nr 5 została wzniesiona w XIII wieku; był to mały jednotraktowy i jednoizbowy dom w układzie kalenicowym. W okresie 1300–1450 budynek był przebudowywany: został poszerzony do północnej granicy działki do rozmiarów 13,7 m, a od strony podwórza dobudowano oficynę południową. W tylnym trakcie znajdował się skarbiec kupiecki. W oficynie północnej zachowały się okrągłe gotyckie schody, jedyne takie w mieszczańskiej architekturze Wrocławia. Na początku XV wieku do dwupiętrowego już domu zabudowano południowo-zachodni narożnik tworząc w ten sposób prostokątny budynek z układem dwu traktowym. Kamienica posiadała dach szczytowy o trzyosiowej fasadzie z ostrołukowymi otworami okiennymi.
W 1574 roku dokonano kolejnych przebudów i remontów: został zmieniony układ pomieszczeń, położono nowe sklepienia krzyżowo-żebrowe (zachowane w pomieszczeniach na pierwszym piętrze) i drewniane stropy. Okna na parterze i pierwszym piętrze zostały otoczone płaskimi opaskami. Ponad prawymi oknami zachował się wąski gzyms wsparty na rzadko rozstawionych tryglifach pomiędzy którymi umieszczono datę "1574". Nad oknami pierwszego pietra znajduje się fryz pokryty kanelurami. Sień parteru została pokryta ozdobnym sklepieniem z roślinnymi rozetami, liliowymi motywami oraz, w polach oddzielonymi pasami ornamentowymi, małymi kółkami wypełnionymi gwiazdami lub główką anioła.
Z tego okresu do dnia obecnego, w podziemnej sali zwanej niegdyś Piwnicą Stańczyka, zachowało się również trójprzęsłowe sklepienie, którego żebra schodzą się w podporę o kształcie ludzkiej głowy. Data przebudowy znajduje się na korynckiej kolumnie międzyokiennej usytuowanej na parterze budynku w Sali Prezydenckiej. W tej samej sali znajduje się drewniany, polichromowany w kwiatowe wzory strop pochodzący z tego samego okresu.
W roku 1740 dokonano kolejnych przebudowań w stylu barokowym; na elewacji kamienicy pojawiły się pilastry w wielkim porządku oraz nowe formy okienne na piętrach.
W XVIII wieku modernizacji uległa fasada, a w XIX wykonano nieokreślone prace remontowe co zostało uwiecznione datą 1860 wyryta w tynku zwieńczenia szczytu.

## Opis architektoniczny
Po drugiej wojnie światowej budynek został odbudowany w stylu barokowym. Obecnie kamienica ma cztery kondygnacje z dwoma kondygnacjami poddasza i jednokondygnacyjnym strychem; dwa poziomy piwnic przy czym jedna została zasypana. Budynek ma układ pięcioosiowy z dachem dwuspadowym w układzie szczytowym, a oficyna ma trzy kondygnacje. Od podwórza szczyt który wieńczy budynek ozdobiony jest siedmioma blendami – jest to jedyny tego typu szczyt występujący na wrocławskim Rynku.
Szczyt kamienicy ozdobiony jest korynckimi pilastrami, dwoma gzymsami, wolutowymi spływami i zwieńczony jest wazami. Okna są prostokątne, otoczone kamiennymi opaskami kostkowymi (na I i II piętrze) okiennymi obramieniami fasciowymi (III piętro) i opaskami prostymi z uszakami.

## Tradycja kulinarna w murach kamienicy
W kamienicy przez stulecia znajdowały się lokale gastronomiczne. W pierwszej połowie XVII wieku znajdował się tu o wysokiej renomie zajazd, który gościł m.in. króla Władysława IV Wazę. W 1938 roku w kamienicy znajdowała się m.in. piwiarnia "Ratsherrn Schänke" Waltera Urlta. Po II wojnie światowej znajdował się tu bar rybny. W 1991 roku w kamienicy została otworzona restauracja "Dwór Wazów" nazwana tak na cześć wizyty króla; trzy lata później nowy właściciel lokalu Józef Dziąsko, przemianował restauracje na Dwór Polski. Gośćmi lokalu byli politycy i artyści m.in.:Aleksander Kwaśniewski, Nick Cave, Jan Garbarek czy William Wharton. W Dworze Polskim spotykają się członkowie wrocławskiego oddziału Związku Szlachty Polskiej.